# Garri Aiba
Garri Grigorjevič Aiba (abchazsky: Гарри Аиба, gruzínsky: გარი აიბა; 10. června 1950 – 9. června 2004) byl abchazský politik a bývalý starosta Suchumi. Starostou byl v letech 1995 až 2000. Po přelomu tisíciletí působil jako vůdčí opoziční politik ve hnutí Amcachara a dne 9. června 2004 se stal obětí atentátu.

## Biografie
Aiba se narodil v Gagře v roce 1950, kde vystudoval základní a střední školu. Poté se přestěhoval do Suchumi, kde studoval subtropické zemědělství na Gruzínské státní univerzitě, kterou absolvoval v roce 1974. Poté absolvoval povinný vojenský výcvik v sovětské armádě a po návratu z vojny pracoval na čas v suchumském skladu obilí. Po ukončení této činnosti se stal zástupcem ředitele společnosti a působil na abchazském ministerstvu zemědělství.
V této funkci působil až do roku 1992, kdy vypukla válka v Abcházii. Přidal se na stranu separatistů a společně se svým bratrem Larikem sloužil na frontě při řece Gumistě, kde organizoval protivzdušnou obranu a s muži pod jeho velením sestřelil šest gruzínských letounů a helikoptér. Během bojů též podporoval pěchotu a za své zásluhy získal Řád Leona. Jeho bratr nakonec během závěrečných bojů o Suchumi padl v boji.
Po skončení bojů koncem roku 1993 nastoupil do funkce náměstka starosty Suchumi, kterým byl Nodar Chašba, kterého pak v roce 1995 v této funkci vystřídal. Coby starosta se zabýval hlavně poválečnou obnovou hlavního města, které utrpělo ve válce velké množství škod. V roce 2000 v této funkci skončil a začal podnikat.
Garri Aiba byl u vzniku svazu válečných veteránů Amcachara a stal se tajemníkem tohoto hnutí, starajícího se o válečné veterány. Postupem času se vypracoval do vedení Amcachary, jež se změnilo v socio-politické hnutí a tvořilo vůdčí opoziční sílu vůči vládě prezidenta Vladislava Ardzinby. Hnutí muselo čelit v bouřlivém období nového tisíciletí, kdy se země potýkala s mezinárodní izolací a velmi špatnou ekonomickou situací, násilí ze strany podporovatelů stávajícího Ardzinbova režimu. Dva vysoce postavení členové Amcachary byli již v roce 2003 zavražděni a Garri Aiba patřil do okruhu možných kandidátů Amcachary do prezidentských voleb.

## Atentát a úmrtí
Dne 9. června 2004 neznámí pachatelé zaútočili v Suchumi na Aibův automobil palnými zbraněmi nedaleko od jeho domu. Aiba automobil zastavil, aby se pokusil před střelbou ochránit svou desetiletou dceru, ale utrpěl vážná zranění neslučitelná se životem. Ještě téhož dne zemřel v suchumské nemocnici. Jeho smrt způsobila šok v celé abchazské společnosti, neboť Garri Aiba neměl žádné významné obchodní kontakty, tedy mnoho lidí spekulovalo, že se jednalo o čistě politicky motivovanou vraždu. V reakci na tuto událost podali hned čtyři členové vlády demisi na protest proti neschopnosti zajistit ve státě bezpečnost obyvatel: místopředseda vlády Astamur Tarba, ministr zahraničí Sergej Šamba, ministr vnitra Abesalom Beja a ředitel státní bezpečnostní služby Givi Agrba.
Pachatel atentátu nebyl nikdy dopaden, avšak Aibova vražda sjednotila dosud rozdrobenou opozici a jedničkou do prezidentských voleb se po Aibově smrti stal pro Amcacharu i další opoziční strany Sergej Bagapš, jenž se nakonec stal prezidentem země.